# Джонс, Дэвид (футболист, 1984)
Дэ́вид Фрэнк Ллуи́д Джонс (англ. David Frank Llwyd Jones; 4 ноября 1984, Саутпорт, Англия) — английский футболист валлийского происхождения, полузащитник. Джонс начал карьеру в «Манчестер Юнайтед», но не смог закрепиться в основном составе. Поиграв на правах аренды за «Престон Норт Энд», «НЕК» и «Дерби Каунти», в 2007 году он перешёл в «Дерби Каунти» на постоянной основе. Уже в следующем сезоне он перешёл в «Вулверхэмптон Уондерерс», за который выступал на протяжении трёх сезонов. В августе 2011 года стал игроком «Уигана». Впоследствии выступал за «Блэкберн Роверс», «Бернли», «Шеффилд Уэнсдей», «Олдем Атлетик» и «Рексем».

## Клубная карьера

### «Манчестер Юнайтед»
Джонс перешёл в Академию «Манчестер Юнайтед» в 1995 году в возрасте 10 лет. В сезоне 2002/03 он был капитаном юношеского состава до 19 лет, который дошёл до финала Молодёжного кубка Англии, в котором «Манчестер Юнайтед» одержал победу над «Мидлсбро».
В следующем сезоне Джонс начал выступать за резервистов «Манчестер Юнайтед», вскоре став их капитаном. В сезоне 2003/04 Джонс был включён в основной состав клуба, получив номер «31». Его дебют за основной состав «Юнайтед» состоялся 1 декабря 2004 года в матче 5 раунда Кубка Футбольной лиги против «Арсенала», в котором «красные дьяволы» одержали победу со счётом 1:0. Из-за высокой конкуренции в центре полузащиты «Манчестер Юнайтед» в лице Роя Кина и Пола Скоулза Джонс не мог закрепиться в основном составе и отправился в аренду.

### «Престон Норт Энд»
В сезоне 2004/05 Джонс выступал за «Престон Норт Энд» на правах аренды. Его дебют за команду состоялся 6 августа 2005 года в матче против «Уотфорда». 29 августа он забил первый гол за клуб в матче против «Ипсвич Таун». Всего он провёл за «Престон» 24 матча, забив в них 3 гола.

### НЕК
Вторую половину сезоне 2005/06 Джонс провёл в нидерландском клубе НЕК. Там он выступал достаточно успешно, забивая важные голы. По итогам сезона «НЕК» занял 10-е место, а Джонс вернулся в Англию.
Несмотря на уверенную игру за нидерландский клуб, шансы Джонса сыграть за основной состав «Манчестер Юнайтед» были ограничены из-за трансфера Майкла Каррика из «Тоттенхэма». 15 ноября 2006 года «Дерби Каунти» предложил за Джонса 1 млн фунтов, и «Юнайтед» принял это предложение. Согласно условиям предложения, Джонс переходил в «Дерби Каунти» до января на правах аренды, после чего клуб мог подписать его на постоянной основе.

### «Дерби Каунти»
В сезоне 2006/07 Джонс помог «баранам» выйти в Премьер-лигу через победу в плей-офф Чемпионата Футбольной лиги. В следующем сезоне, уже в Премьер-лиге, Джонс стал реже попадать в основной состав, сыграв лишь 15 матчей в чемпионате. 12 марта 2008 года он забил свой первый гол в Премьер-лиге в матче против «Челси».

### «Вулверхэмптон Уондерерс»
27 июня 2008 года Джонс подписал контракт с клубом «Вулверхэмптон Уондерерс», выступавшим в Чемпионшипе. Его дебют за «волков» состоялся в матче первого тура против «Плимута». 30 августа он забил свой первый гол за «волков» в матче против «Ноттингем Форест». Джонс регулярно выступал в стартовом составе, пока не получил травму в начале 2009 года. Вернувшись в строй ближе к окончанию сезона, он помог своему клубу выиграть Чемпионшип, получив право выступать в Премьер-лиге.
Возвращение Джонса в Премьер-лигу было омрачено чередой травм, включая травму колена, беспокоившую футболиста на протяжении нескольких сезонов. В начале 2010 года Джонс восстановился от травм и вернулся в центр полузащиты «волков». 11 февраля 2010 года он забил свой первый гол за «Вулверхэмптон» в Премьер-лиге в матче против «Тоттенхэм Хотспур». По итогам сезона «волки» остались в Премьер-лиге, а Джонсу был предложен новый контракт. Однако Джонс не принял условия, предложенные в контракте, и в мае 2011 года стал свободным агентом.

### «Уиган Атлетик»
2 августа 2011 года Джонс перешёл в «Уиган Атлетик» на правах свободного агента.

## Карьера в сборной
30 марта 2004 года Дэвид Джонс сыграл свой единственный матч за молодёжную сборную Англии, выйдя на замену Найджелу Рео-Кокеру в игре против шведов. Он также может выступать за сборную Уэльса, если получит в неё вызов.

## Достижения
- Обладатель Молодёжного кубка Англии: 2003
- Победитель Чемпионшипа Футбольной лиги: 2008/09